# Miguel Romero Carmona
Miguel Romero Carmona (Puente Genil, provincia de Córdoba, 1861-Alcaracejos, 20 de marzo de 1916). Poeta de Puente Genil.

## Biografía y obra
Miguel Romero Carmona nació en Puente Genil, Córdoba, en el año 1861, hijo de Francisco Romero Ortiz y Rosario Carmona Cantos. Estudió en la Escuela de Veterinaria de Madrid, y ejerció esta profesión en Puente Genil, Sierra Yeguas (Málaga), Herrera (Sevilla) y Alcaracejos (Córdoba). Se casó con Francisca Montero Marino, y tuvo dos hijas, Pepita y Rosario.
A lo largo de su vida escribió muchísimas poesías, con su pueblo natal y su Semana Santa casi siempre como protagonistas. Pero también dedicó su obra a la composición de coplas para Novenas y Cultos Cuaresmales, coplas de Carnaval, habaneras, etc. El único libro que llegó a publicar en vida fue el Libro de la Semana Santa, de 1911, en el que relata el transcurso de la Cuaresma y la Semana Santa de Puente Genil. En esta obra se recogen importantes poemas del autor como "El Camino del Calvario", "A las Autoridades Judaicas" y "Viernes de Dolores". El "Libro de la Semana Santa" fue reeditado en 1972, bajo el título de Libro de Miguel Romero. Otra parte de sus composiciones se conservan en  Libro de la Judea.
Miguel Romero fue conocedor de la obra del poeta modernista Manuel Reina, también de Puente Genil, y en el que encuentra una gran influencia para su actividad poética.
Falleció en Alcaracejos el 20 de marzo de 1916 a la edad de 55 años, no pudiendo cumplir su deseo de descansar eternamente en su pueblo natal, como escribe en El Camino del Calvario:

¡Ensueño de mi vida: mi ardiente y vivo anhelo / morir tierra querida, morir bajo tu cielo, / y al pie del Nazareno la eternidad dormir!
Miguel Romero, El Camino del Calvario, del Libro de la Semana Santa, 1911

Estos versos gozan de gran similitud con el poema Mi último adiós escrito por José Rizal:

Ensueño de mi vida, mi ardiente vivo anhelo,
¡Salud te grita el alma que pronto va a partir!
¡Salud! Ah, que es hermoso caer por darte vuelo,
Morir por darte vida, morir bajo tu cielo,
Y en tu encantada tierra la eternidad dormir.
José Rizal, Mi último adiós, 30 de diciembre de 1896 en la víspera de su ejecución

- Datos: Q6015056